# Валавск
Валавск (бел. Валаўск) — агрогородок в Ельском районе Гомельской области Белоруссии. Административный центр Валавского сельсовета.

## География

### Расположение
В 35 км на юго-запад от Ельска, в 23 км от железнодорожной станции Словечно (на линии Калинковичи — Овруч), в 223 км от Гомеля.

### Гидрография
На юге и востоке канал Валавский, соединённый с рекой Батывля (приток реки Словечна). На юге агрогородка расположена сеть мелиоративных систем и сооружений, которые связаны с каналом Валавский.

## Транспортная сеть
На автомобильной дороге Туров — граница с Украиной. Планировка состоит из 3-х прямолинейных широтных улиц, к которым почти перпендикулярно присоединяются 2 улицы. Застройка преимущественно кирпичная, неплотная, усадебного типа. В 1986 году построено 50 кирпичных домов коттеджного типа, в которых разместились переселенцы из загрязненных радиацией мест, преимущественно из деревень Кузница и Гридни Наровлянского района.

## История
C конца XIV и до первой четверти XVII века Велавская земля входила в состав Овручского княжества и Овручского староства. Согласно, Описанья сведецтва, вчиненого черезъ Немиру, въ справе Суриново зъ Доротичомъ, которие се на него сослали о земъли, в того Сурина подъ Доротичомъ упрошоные, документ без даты (ок. 1509—1510 гг.), Валавском (Велавском) как «дедизной и вчизной» с начала XV века владели овручские бояре Велавские: Ларион Валевский, Давыд Велавский и его сыновья — Булгак, Павел, Яков Покалевский, Андрей Глушко Велавский, Вольнянец. Упоминаемого Доротича «дедъ и отецъ и дядьки его седели на вчизне своей» и по словам старожила овруцкого Немири «за своее памяти, штожъ то и зъ веку слывуть бояре Велавскии». В середине XV века «князь Семенъ… внявъ въ нихъ дедизну и вчизну ихъ, и далъ пану Федьку Горловичу». Между 1492—1506 годами Велавск получили волынские земяне Стецковичи (Солтаны, Шишки Ставецкие), поскольку «Алекъсанъдръ, корол его м(и)л(о)сть, дал дядку их Грыцку Ивановичу а Грытцу Стецковичу чотыры служъбы людем у Киевъскомъ повете у Олевъском волости на имя Собечыных, а во Вруцъкомъ повете пять служобъ, у Велавъску чотыры служъбы…» 20 апреля 1538 года по привилею Сигизмунда I третью часть Велавска получил волынский боярин Матвей Угриновский. Валавские земли также упоминаются в описании Овручского замка от 1545 года, под названием «село Веловско и Велявско», в долевой собственности панов Ивана и Гневоша Гриньковичов и Богдана Стежневича (Стецковичи) и в листе господаря литовского, Сигизмунда Августа от 16 января 1551 года: «Земяне киевские Солтан Стецкович с братьей своею Богданом и Иваном многократно жаловали господарю его милости на князя Павла, бискупа виленского, и на всю капитулу Виленскую. Иж люде его костельные волости Убортское, стодоличане и липляне отнимають людем их велавским остров…» Уже с 1581 года Велавск, как «власность Ивана Шишки Ставицкого, а в 1598 году власность снохи Станислава Кзеновицкого — Олены Сокуровны, в части Яцька Андруского и Андрея Чертыцкого, мужей Шишок Ставицких» и до 1628 года Велавском владеет семья Ставецких. Позже Велавск в основном пребывает у власти помещиков Трипольских. Встречается Велавск и в «Жалобе польской татарской хоругви стародубовского маршалка, Криштофа Литава на дворян Левковских и Невмерицких от 7 декабря 1685 года» и в других актовых записях.
По письменным источникам XVIII века Валавск известен как деревня в обладания иезуитов, потом государственная собственность, с 1777 года имущество виленского епископа И. Масальского, в Мозырском повете Минского воеводства Великого княжества Литовского. После 2-го раздела Речи Посполитой (1793 год) в составе Российской империи. В 1795 году действовала Воскресенская церковь. В 1834 году в Мозырском уезде Минской губернии. Согласно переписи 1897 года располагались церковь, церковно-приходская школа, хлебозапасный магазин, 2 лавки, трактир, в Скороднянской волости, рядом одноимённая усадьба.
В 1923 году открыта школа, которая была размещена в наёмном крестьянском доме. В 1930 году создан колхоз имени К. Я. Ворошилова, работала кузница. Во время Великой Отечественной войны в июле 1942 года оккупанты сожгли 95 дворов, убили 59 жителей. На фронтах и в партизанской борьбе погиб 251 житель, в память о которых на востоке деревни в 1979 году установлена стела. С 17 декабря 1959 года центр Валавского сельсовета. В 1959 году центр совхоза «Валавский». С февраля 2007 года центр КСУП «Скороднянский». Действуют средняя школа (в 1981 году построено новое кирпичное здание), Дом культуры, библиотека, фельдшерско-акушерский пункт, детский сад, отделение связи, швейная мастерская, столовая, 2 магазина.
В состав Валавского сельсовета входили в настоящее время не существующие деревни Новый Хутор, Глазки, Шия.

## Население

### Численность
- 2019 год — 230 хозяйств, 589 жителей.

### Динамика
- 1795 год — 15 дворов.
- 1834 год — 17 дворов.
- 1866 год — 39 дворов, 272 жителя.
- 1897 год — 60 дворов, 390 жителей (согласно переписи).
- 1908 год — 68 дворов, 460 жителей.
- 1917 год — 671 житель.
- 1925 год — 133 двора, 732 жителя.
- 1940 год — 171 двор, 780 жителей.
- 1959 год — 837 жителей (согласно переписи).
- 2004 год — 299 хозяйств, 786 жителей.
- 2019 год — 230 хозяйств, 589 жителей.

## Улицы
Название улиц: ул. Советская, ул. 40 лет Победы, ул. Молодёжная, ул. Садовая, ул. Совхозная.

## Инфраструктура
На территории агрогородка расположены: ГУО «Валавский учебно-педагогический комплекс детский сад-средняя школа» (ул. Советская), магазины (ул. 40 лет Победы), также библиотека, столовая, фельдшерско-акушерский пункт, отделение почтовой связи, лесничество, КСУП «Скороднянский».

## Культура
- Дом культуры
- Музей ГУО «Валавская средняя школа Ельского района»

### Традиции
- Обряд «Саракі»

## События и мероприятия
- В 2019 году прошёл областной фестиваль «Дажынкi».
- Весенний интерактивный обряд «Саракі» (22 марта 2025).

## Достопримечательность
- Мемориал, посвящённый погибшим в годы Великой Отечественной войны. При въезде в агрогородок.
- Поклонный крест.
- Мемориальная доска на месте утраченной в годы Великой Отечественной войны Воскресенской церкви. Надпись: "На этом месте была построена Православная Воскресенская церковь, которая была сожжена в годы Великой Отечественной войны немецко-фашистскими захватчиками".
- Аллея деревьев ко Дню народного единства (16-17 сентября 2022 года).

### Утраченное наследие
- Воскресенская церковь. Утрачена в годы Великой Отечественной войны.